# Globus
 For alternative betydninger, se Globus (flertydig). (Se også artikler, som begynder med Globus)
En globus er et kort over verden anbragt på en kugle. En globus der viser Jordens geografi, er således en skalamodel af vores planet. Der laves også globusser over Månen og andre kloder samt "stjerneglobusser", der viser stjerners og andre fjerne himmellegemers positioner på himmelkuglen.
Da en globus (af Jorden eller en anden klode) har samme facon som det, den er en model af, har den ikke de samme fejl og skavanker, som et fladt landkort har: På en globus kan man danne sig et indtryk af størrelsesforholdet mellem f.eks. Grønland og Indien, mens et fladt landkort i Mercatorprojektion antyder, at Grønlands areal skulle være flere gange større end Indiens.
Nogle globusser har forhøjninger i overfladen, der kan illustrere de topografiske forskelle. Disse forskelle skal dog tages med et gran salt, da forhøjningerne er uforholdsmæssigt store i forhold til resten af globussen og derved giver er forkert billede af bjergenes højder.
Glober i 3-D eller reliefteknik er udformet under hensyn til at brugeren herved let erkender Jordens og evt. havbundens topografi. Ofte vil kort og glober i 3-D skabe fornyet interesse hos beskueren, dels fordi materialer udarbejdet i 3-D ikke ses ofte, dels fordi man fristes til at benytte disse materialer taktilsk, altså inddrager følesansen i læringen. 
Kritikere af relief-kort og glober fremhæver, at højder/dybder er overdrevet. Dette er da også korrekt, men overhøjning, som teknikken også kaldes, er en nødvendig forudsætning for at man overhovedet kan fremstille kort i relief. Serøse kort- og globusproducenter angiver da også graden af overhøjning på deres materialer.
Tilhængere af geografiske materialer i 3-D fremhæver den positive motivation samt den tydelige og intuitive forståelse af topografien, som refief-teknikken fremmer.